# Augusto Pestana (kommun)
Augusto Pestana är en kommun i Brasilien.   Den ligger i delstaten Rio Grande do Sul, i den södra delen av landet, 1 500 km söder om huvudstaden Brasília. Antalet invånare är 7 097.
Följande samhällen finns i Augusto Pestana:
- Augusto Pestana

Trakten runt Augusto Pestana består till största delen av jordbruksmark. Runt Augusto Pestana är det glesbefolkat, med 12 invånare per kvadratkilometer.